# ديبهولتس
ديبهولز (بالألمانية: Diepholz) هي بلدة ألمانية تقع في ألمانيا في سكسونيا السفلى.  يقدر عدد سكانها بـ 16,652 نسمة .

## المدن التوأمة
مدن Thouars و ستاروغراد غرانسكي هي مدن توأمة لـديبهولز.

## أعلام
- جورج مولر
- حنا يانسن
- أوتو سيدو